# Amphitryon
Amphitryon (altgriechisch Ἀμφιτρύων Amphitrýōn, deutsch ‚der doppelt Geplagte‘) ist in der griechischen Mythologie der Sohn des Alkaios und – je nach Überlieferung – der Astydameia, der Tochter des Pelops, oder der Laonome, der Tochter des Guneus, oder der Hipponome, der Tochter des Menoikeus. Seine Schwester ist Perimede. Er ist der Vater des Iphikles und gilt als der irdische Vater des Herakles. Nach dem Tode seines Vaters Alkaios übernahm Amphitryon von ihm die Herrschaft über Tiryns.

## Flucht nach Theben
Die Taphier (Teleboer) zogen nach Mykene und raubten Rinder. Elektryon, der Bruder des Alkaios und Herrscher von Mykene, schickte seine Söhne die Rinder zurückzuholen. Es kam zum Kampf, bei dem alle Söhne Elektryons, bis auf Likymnios, starben; die Taphier entkamen mit den Rindern. Diese gaben sie an Polyxenos, den König der Eleier. Amphitryon kaufte die Rinder zurück und übergab sie Elektryon. Dieser stellte ihm die Heirat mit seiner Tochter Alkmene in Aussicht und übergab ihm die Herrschaft über Mykene. Elektryon plante unterdessen gegen die Taphier zu Felde zu ziehen, um den Tod seiner Söhne zu rächen. Amphitryon sollte Alkmene nicht heiraten, bevor er zurückgekehrt sei.
Eines der Rinder wollte fliehen, und Amphitryon warf seine Keule nach ihm, die von den Hörnern abprallte und Elektryon so unglücklich traf, dass dieser starb. Sthenelos, ein anderer Bruder des Alkaios, vertrieb daraufhin Amphitryon aus dem Land und übernahm die Herrschaft. Amphitryon, Alkmene und Likymnios flohen nach Theben zu König Kreon, wo Likymnios des Amphitryons Schwester Perimede heiratete.

## Feldzug gegen die Taphier
Bevor Amphitryon Alkmene ehelichen konnte, musste er die Söhne des Elektryon rächen. Deshalb bat er Kreon um Hilfe im Kampf gegen die Taphier. Kreon versprach zu helfen, wenn Amphitryon die Thebaner von dem Teumessischen Fuchs befreien würde. Dies war jedoch unmöglich, da dieser uneinholbar war und deshalb nicht gefangen werden konnte. Deshalb wandte sich Amphitryon an Kephalos. Dieser sollte den Hund Lailaps, dem nichts entrinnen kann, auf den Fuchs hetzen. So kam es zu einem nicht enden wollenden Jagen und Flüchten, dem Zeus schließlich ein Ende setzte, indem er beide in Stein verwandelte.
Nun zogen Amphitryon, Kephalos, Panopeus, Heleios und Kreon gegen König Pterelaos und die Taphier in den Krieg. Sie verheerten deren Inseln, konnten jedoch die Hauptstadt nicht erobern, solange Pterelaos noch lebte. Komaitho, die Tochter des Pterelaos, verliebte sich in Amphitryon. Sie schnitt ihrem Vater die Haare, die ihm Kraft verliehen, und er starb. Nach der Eroberung der Stadt tötete Amphitryon Komaitho. Die Herrschaft über die Inseln übergab er an Kephalos und Heleios und kehrte nach Theben zurück. Nach seiner Rückkehr stiftete er, als Dank für den errungenen Sieg, einen Dreifuß für das Heiligtum des Apollon Ismenios.

## Zeugung und Geburt des Herakles
Während Amphitryon den Feldzug gegen die Taphier führte, wurde Alkmene von dem Göttervater Zeus verführt, der die Gestalt ihres Ehemanns angenommen hatte. Aus dieser Zusammenkunft ging der Held Herakles hervor. Zugleich wurde Iphikles als Zwillingsbruder des Herakles geboren, jedoch als Sohn des Amphitryon. Als Herakles acht Monate alt war, legte Hera zwei große Schlangen in seine Wiege. Es wird auch erzählt, dass es Amphitryon selbst war, der dies tat, um herauszufinden, welcher sein Sohn und welcher der Sohn des Zeus sei. Während Iphikles floh, packte Herakles die Schlangen und würgte sie zu Tode. Amphitryon zog beide Kinder als seine Söhne auf.

## Feldherr von Theben
Amphitryon und Alkmene ließen sich nun in Theben nieder. Am Elektra-Tor wurde für sie von den  berühmten Baumeistern Agamedes und Trophonios ein Wohnhaus errichtet. Amphitryon führte fortan das thebanische Heer in den Krieg. Zu diesem Anlass stiftete er eine Marmorstatue für den Tempel der Athene Zostria (die Gegürtete). Dann kämpfte er gegen die Euböer, besiegte sie und tötete ihren Anführer Chalkodon.
Wegen der Tötung des Klymenos war Theben an die Minyer tributpflichtig. Um die Zahlungen einstellen zu können, zogen Amphitryon und Herakles gegen diese in den Krieg. Hierbei starb Amphitryon durch die Hand des minyschen Königs Erginos. Er wurde in Theben begraben.

## In der Literatur
Die älteste Überlieferung des Amphitryon-Mythos findet sich bei Hesiod. Der Stoff wurde jedoch vielfach dramatisiert, unter anderem
- von Sophokles, siehe Amphitryon (Sophokles)
- von Plautus, siehe Amphitruo (Plautus)
- von Jean Rotrou, siehe Deux Sosies
- von Johannes Burmeister als christianisierte Version, siehe Mater Virgo (1621)
- von John Dryden, siehe Amphitryon (Dryden)
- von Molière, siehe Amphitryon (Molière)
- von Ludovico Dolce, siehe Amphitryon (Dolce)
- von Heinrich von Kleist, siehe Amphitryon (Kleist)
- von Jean Giraudoux, siehe Amphitryon 38
- von Georg Kaiser, siehe Zweimal Amphitryon
- von Friedrich Michael, siehe Ausflug mit Damen
- von Peter Hacks, siehe Amphitryon (Hacks)
- von Cole Porter, Musical, siehe Out of This World
- von Axel von Ambesser, Komödie siehe Omelette Surprise

Auch in anderen literarischen Gattungen wurde der Stoff aufgegriffen, unter anderem von Vital de Blois in Form eines mittellateinischen Gedichts, von Perez de Oliva in Form eines Essays, von Michel-Jean Sedaine in Form eines Opernlibrettos sowie im Roman Amphitryon des mexikanischen Schriftstellers Ignacio Padilla. Der 1935er Film Amphitryon – Aus den Wolken kommt das Glück unter der Regie von Reinhold Schünzel hatte sogar ein durchgereimtes Drehbuch (Arme Alkmene, | sie hat Migräne.).